# Canova PC-140
Il SIA 140 Piana Canova o Canova PC-140 o Piana Canova è stato un modello di aereo ad ala romboidale o aereo a tutt'ala detto anche "aereo sogliola" (in inglese: flatfish), progettato agli inizi degli anni trenta da Flaminio Piana Canova.

## Storia del progetto
Almeno cinque diversi modelli in scala vennero testati in camera del vento a Roma e Torino, con ottimi risultati in termini di resistenza all'avanzamento fino ad angoli di 30° di incidenza, prima di produrre un prototipo in grado di volare. Il prototipo fu il SIA 140 Piana Canova, che venne costruito con la collaborazione della Società Italiana Aviazione (SIA). Esso fu un unico esemplare che volò e si dimostrò stabile orizzontalmente e verticalmente, oltre che ben controllabile.
Il prototipo subì danni a terra e non fu possibile per Piana Canova riparare lo stesso per mancanza di fondi.

## Modelli costruiti
Flaminio Piana Canova costruì prima di emigrare in Brasile nel 1919:
- Piana-Canova I monoplano monomotore monoposto del 1908.
- Piana-Canova II, monoplano a tre posti 1910-11.
- Piana-Canova III, idrovolante biplano con fusoliera girevole 1914.

Secondo una fonte non verificata, l'ingegnere Flaminio Piana Canova costruì o progettò alcuni modelli tutti ad ala romboidale, al suo ritorno dal Brasile dopo il 1931:
- PC-100 (aliante sperimentale), volò il 21 settembre 1934 pilotato da Ettore Cattaneo[3][4][5]
- PC-140 (aereo da turismo vedi foto), apparecchio utilitario da turismo, ad ala romboidale con potenza ridotta, e ad alto rendimento e a basso costo.[6]
- PC-500 (aliante acrobatico), nel 1937 un esemplare fu testato al Centro Sperimentale di Guidonia[3][4][7]
- PC-85 aereo da addestramento ad ala romboidale,
- un non meglio definito aereo a reazione ad ala romboidale[senza fonte].

Oltre ad un monoplano triposto nel 1912 ed un monoplano identico al SIA Italia chiamato Asteria MB.

## Caratteristiche tecniche
Il SIA 140 Piana Canova, prototipo costruito nel 1931, aveva queste caratteristiche:
- Apertura alare: 5,029 m (16 ft. 5 in.)
- Lunghezza: 5,029 m (16 ft. 5 in.)
- Superficie alare: 12,49 m² (134.4 sq. ft.)
- Peso a vuoto: 159 kg
- Peso massimo: 299 kg
- Velocità massima: 177,03 km/h
- Velocità di crociera: 149,67 km/h
- Velocità di atterraggio: 64,37 km/h
- Autonomia: 1046,07 km

Era motorizzato con un motore statunitense Aeronca raffreddato ad aria a due cilindri contrapposti da 35-40 hp; nel modello in foto si vede, invece, un motore stellare a 6 cilindri raffreddato ad aria.